# Obszar ochrony ścisłej Pojniki
Obszar ochrony ścisłej Pojniki – leśny obszar ochrony ścisłej znajdujący się na terenie Wielkopolskiego Parku Narodowego, przy żółtym szlaku z Puszczykowa do Głazu Leśników. Jego powierzchnia wynosi 13,63 ha.
Ochronie podlegają, zlokalizowane w głębokiej rynnie, śródleśne oczka wodne o niskim lub w większości zerowym stanie wody przez większość roku. Niegdyś, kiedy wody było dużo więcej, stanowiły ważny wodopój dla zwierzyny (jeleni, saren i dzików), skąd powzięto nazwę rezerwatu. Stoki rynny pokrywa ponad 100-letni bór mieszany oraz las mieszany z udziałem lipy, wiązu, dębu, brzozy i osiki w większości z samosiewu. Występują krzewy jałowca, kruszyny, trzmieliny, a także jeżyna i chmiel. W runie rośnie przytulia okrągłolistna (rzadka w okolicach Poznania – element flory górskiej), widłaki, lilia złotogłów, wawrzynek wilczełyko i wężymord stepowy (ten ostatni tylko w miejscach silnie nasłonecznionych).
Faunę reprezentują m.in. pijawki, zatoczkowate, błotniarkowate i wąż gniewosz plamisty. 
W latach 50. XX wieku obserwowano w rezerwacie tzw. osteocola, czyli inkrustacje wapienne na korzeniach i glebie. Powstawały one z uwagi na rozkład kwasów krzemionki i tworzenie węglanu wapnia w dyluwialnych piaskach zawierających wapń. Na korzeniach powstawały np. poskręcane, twarde, kamiennopodobne twory o malowniczych kształtach. W miejscu wybierania piasku wytworzyła się utwardzona w ten sposób niewielka grota, ale dalsza nieostrożna eksploatacja, zniszczyła ten zaczątkowy twór.